# Minbya
Minbya – miasto w Mjanmie, w stanie Rakhine. Według danych na rok 2014 liczyło 22 944 mieszkańców.